# Heteronyx castaneus
Heteronyx castaneus är en skalbaggsart som beskrevs av Blanchard 1846. Heteronyx castaneus ingår i släktet Heteronyx och familjen Melolonthidae. Inga underarter finns listade i Catalogue of Life.